# Parc Champlain
Le parc Champlain est un parc municipal urbain situé à Trois-Rivières,  en Mauricie, au Québec (Canada).  Il est délimité par le quadrilatère formé de la rue Hart, de la rue Bonaventure, de la rue Royale et de l'hôtel de ville de Trois-Rivières. Créé en 1869 sous le nom de carré Champlain, l'espace vert figure parmi les plus anciens parcs municipaux du Québec. Il a été nommé en l'honneur de Samuel de Champlain.

## Histoire
Inauguré en 1869, le carré Champlain fut initialement bordé par les rues Hart, Bonaventure, Royale et des Forges, à partir d'un lotissement cédé à la Cité des Trois-Rivières par la famille Hart, pour le convertir en espace vert. 
Des saules importés de L'Assomption y sont d'abord plantés et une clôture en fer forgé ceinture le parc. Un gardien est également chargé de veiller à la sécurité ainsi qu'à la bonne tenue des lieux, qui restraint son accès à la population sur le coup de 21 heures. 
En 1882, un premier kiosque est installé. Vers 1900, le carré est un vaste jardin public répertoriant plus de 4000 fleurs dispersées sur son parterre, avec une fontaine en son centre. 
Le kiosque est démoli en 1909, lorsqu'un second kiosque plus vaste est bâti. Le deuxième kiosque se retrouve par la suite détruit de nouveau en 1929, quand un troisième et dernier kiosque est érigé au sein du parc. Construit sur deux niveaux, il accueillera au rez-de-chaussée un restaurant.    
Les travaux d'aménagement du complexe de l'hôtel de ville en 1966 entraîne un réaménagement complet du parc, avec notamment la démolition du kiosque, le remplacement de la fontaine et le creusement d'un stationnement souterrain.

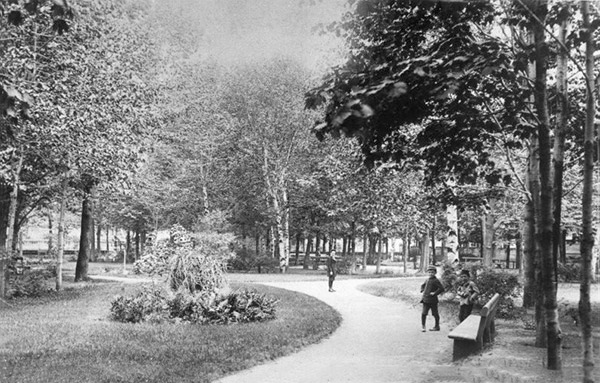
Parc Champlain de Trois-Rivières en 1894.
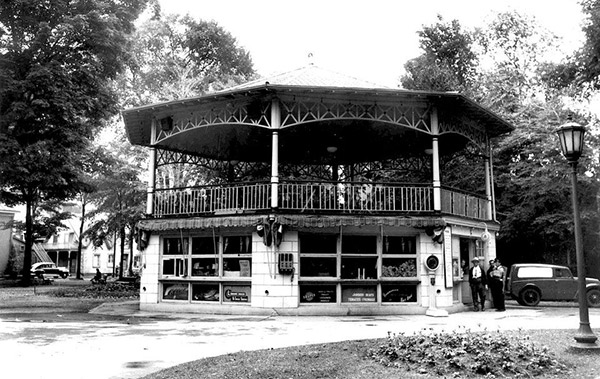
Troisième kiosque du carré Champlain, vers 1929.

## Monuments commémoratifs
Le buste de Benjamin Sulte est située dans le parc Champlain, en face du 1243 rue Hart, secteur de Trois-Rivières, centre-ville.
La plaque commémorative des Soldats américains de 1776 se trouve dans le parc Champlain près de la rue Hart : « En souvenir des soldats américains qui ont perdu la vie pendant la Révolution américaine à la Bataille de Trois-Rivières, le 8 juin 1776 ».